# Mlynčeky
Mlynčeky é um município da Eslováquia, situado no distrito de Kežmarok, na região de Prešov. Tem 7,68 km² de área e sua população em 2018 foi estimada em 689 habitantes.

## Demografia
| Ano:        | 1994 | 2004    | 2014   | 2024   |
| ----------- | ---- | ------- | ------ | ------ |
| Broj ljudi: | 535  | 620     | 657    | 710    |
| Razlika:    |      | +15,88% | +5,96% | +8,06% |

| Ano:               | 2023 | 2024   |
| ------------------ | ---- | ------ |
| Número de pessoas: | 706  | 710    |
| Diferença:         |      | +0,56% |